# Kaldbaksfjørður
Het Kaldbaksfjørður is een fjord in het eiland Streymoy behorende tot de Faeröer. Het fjord steekt in westelijke richting het eiland in. Aan het fjord liggen drie plaatsen: Sund aan de zuidkust, Kaldbak aan de noordkust en Kaldbaksbotnur aan het uiteinde. Langs de zuidkust van het fjord loopt Landsveg 10 (Kaldbaksvegur), de belangrijkste verkeersader van de Faeröer.